# NHK南会津ラジオ中継局
NHK南会津ラジオ中継局（エヌエイチケイみなみあいづラジオちゅうけいきょく）は、福島県南会津郡南会津町に置かれているNHK福島放送局の中波放送中継局。正式名称は、放送局としてはNHK田島放送局（中継局は通称）、送信施設としては田島ラジオ中継放送所である。

## 概要
- 当中継局は、県南西部の南会津町に置かれ、該当地域などへ電波を発射している。
- もともとはNHK郡山放送局の中継局であったが、1988年の郡山局の支局への格下げの際、福島放送局管轄となった。
- 尚、民放ラジオは、周辺地域のラジオ福島中継局及び在京ラジオ局や栃木放送を受信している。

## 中継局概要
| 放送局名         | 周波数  | 空中線電力 | 放送対象地域 | 放送区域内世帯数 | 開始年月日     |
| NHK福島ラジオ第1 | 1341kHz | 100W       | 福島県       | 約-世帯          | 1961年12月23日 |
| NHK福島ラジオ第2 | 1602kHz | 100W       | 全国         | 約-世帯          | 1968年12月28日 |

### 中継局所在地
- NHK…福島県南会津郡南会津町田島字行司